# Aidan Baker
 (juillet 2011).
Si vous disposez d'ouvrages ou d'articles de référence ou si vous connaissez des sites web de qualité traitant du thème abordé ici, merci de compléter l'article en donnant les références utiles à sa vérifiabilité et en les liant à la section « Notes et références ».
Aidan Baker est un musicien canadien. Très tôt baigné dans la musique par son éducation, il utilise aujourd'hui principalement la guitare et la batterie pour s'exprimer. En plus d'une prolifique carrière solo, Aidan Baker fait partie de plusieurs groupes : ARC, Mnemosyne et avec Leah Buckareff, sa femme, le groupe Nadja. Il est aussi membre du groupe de slowcore Tavare.

## Discographie

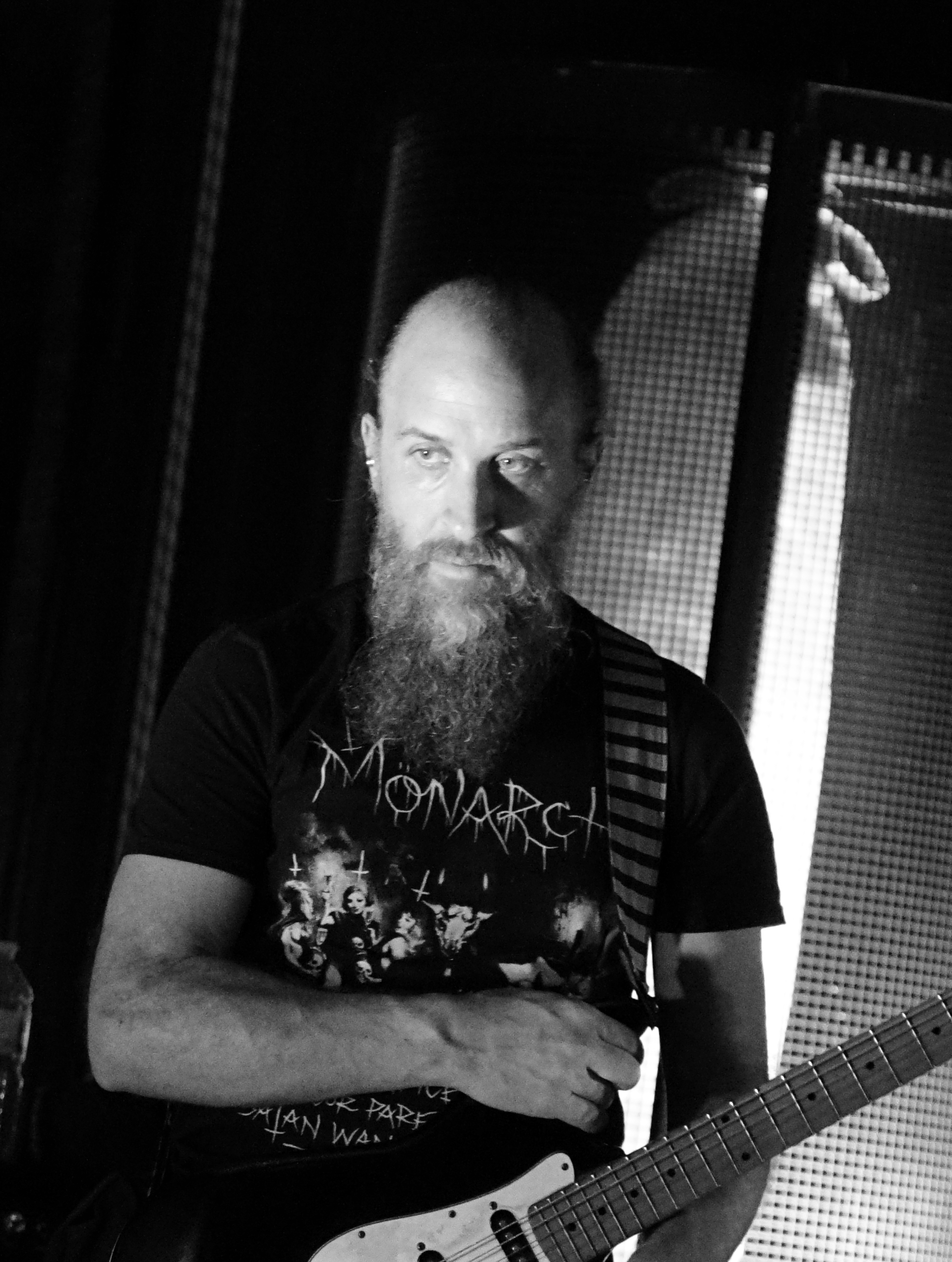
En 2018.

- Element (CD-R, Arcolepsy Records, 2000)
- I Fall into You (CD-R, Public Eyesore, 2002)
  - Re-released (CD, Basses Frequences, 2008)
- Letters (CD-R, Arcolepsy Records, 2002)
  - Re-released (LP, Basses Frequences, 2008)
- Pretending to Be Fearless (CD-R, Fleshmadeword, 2002)
- Repercussion (CD-R, Piehead Records, 2002)
- Rural (CD-R, Blade Records, 2002)
- Wound Culture (CD-R, Unbound Books, 2002) (soundtrack to his book of the same name)
- At the Fountain of Thirst (CD-R, Mystery Sea, 2003)
- Black Flowers Blossom (CD-R, Sonic Syrup, 2003)
- Cicatrice (CD-R, Dreamland Recordings, 2003)
- Concretion (CD-R, DTA Records, 2003)
  - Re-released (MP3, .Angle.Rec., 2007)
- Corpus Callosum (CD-R, Kolorform Records, 2003)
- Dreammares (CD-R, Mechanoise Labs, 2003)
- Eye of Day (CD-R, Foreign Lands, 2003)
- Loop Studies One (CD-R, Laub Records, 2003)
- Loop Studies Remixed (CD-R, Arcolepsy Records, 2003)
- Métamorphose (En Sept Étages) (CD-R, S'agita Recordings, 2003)
- Terza Rima (CD-R, Public Eyesore, 2003)
- Threnody One: Lamentation (CD-R, Null, 2003)
- An Intricate Course of Deception (CD, .Angle.Rec., 2004)
- Antithesis (CD-R, petite sono], 2004)
- At the Base of the Mind Is Coiled a Serpent (CD, Le Cri de la Harpe, 2004)
- Blauserk (CD-R, The Locus of Assemblage, 2004)
- Butterfly Bones (CD, Between Existence Productions, 2004)
- Field of Drones (CD-R, Arcolepsy Records, 2004)
- Ice Against My Skin (CD-R, Arrêt Arrêt Recordings, 2004)
- Ichneumon (MP3, TIBProd, 2004)
- Same River Twice (7", Drone Records, 2004)
- Scouring Thin Bones (MP3, Noiseusse, 2004)
- Tense Surfaces (MP3, Panospria, 2004)
- The Taste of Summer on Your Skin (CD-R, taâlem, 2004)
- 24.2.24.4. (MP3, Dark Winter, 2005)
- At Home With… (CD, Infraction, 2005)
- Candescence (CD-R, Verato Project, 2005)
- Figures (CD-R, Transient Frequency, 2005)
  - Re-released (CD, Volubilis Records, 2007)
- Periodic (CD-R, Crucial Bliss, 2005)
- Remixes (CD-R, Arcolepsy Records, 2005)
- Skein of Veins (MP3, Phoniq, 2005)
- Songs of Flowers & Skin (CD-R, Zunior Records, 2005)
  - Re-released (CD, Beta-lactam Ring Records, 2010)
- Still My Beating Heart Beats (CD-R, Pertin_nce, 2005)
- The Taste of Summer on Your Skin (CD-R, taâlem, 2004/2005)
  - 1st & 2nd editions released in 2004 & 2005 respectively
- Traumerei (CD-R, Evelyn Records, 2005)
- Undercurrents (CD, Zenapolae, 2005)
- Within the Final Circle (MP3, Mirakelmusik, 2005)
- 030706 (MP3, City of Glass, 2006)
- Approaching a Black Hole (CD-R, Fargone Records, 2006)
- Dog Fox Gone to Ground (CD-R, Afe Records, 2006)
- Oneiromancer (CD, 2xCD, Die Stadt, 2006)
  - 2CD version contains a second disc with an Untitled Live Performance
- Peau Sensible (MP3, Zenapolæ, 2006)
- Pendulum (CD-R, Gears of Sand, 2006)
- Still My Beating Heart Beats (MP3, Pertin_nce, 2006)
- The Sea Swells a Bit… (CD, A Silent Place, 2006)
- Broken & Remade (CD, Volubilis Records, 2007)
- Concretion (MP3, .Angle.Rec., 2007)
- Convs. w/ Myself (CD-R, Evelyn Records, 2007)
- Dance of Lonely Molecules (CD-R, Blade Records, 2007)
- Exoskeleton Heart (CD-R, Crucial Bliss, 2007)
- Figures (CD, Volubilis Records, 2007)
- Green & Cold (CD-R, Gears of Sand, 2007)
  - Re-released (CD, Beta-lactam Ring Records, 2008)
- I Will Always and Forever Hold You in My Heart and Mind (CD-R, Small Doses, 2007)
  -  Limited 2nd Edition was released in 2008 with slightly different artwork
  -  Re-released (CD, Basses Frequences/Small Doses, 2010)
- Noise of Silence (CD-R, Hyperblasted, 2007)
- Scalpel (CD, The Kora Records, 2007)
- Second Week of the Second Month (MP3, Kikapu Net.Label, 2007)
- Thoughtspan (CD-R, Tosom, 2007)
  - Re-released (LP, Blackest Rainbow, 2009)
- Fragile Movements in Slow Motion (CD-R, Universal Tongue, 2008)
- Suchness #1 (CD-R, Gears Of Sand, 2008)
- 20080307 (3"CD-R, Walnut + locust, 2009)
- Blue Figures (CD, Basses Frequences, 2009)
- Dry (CD, Install, 2009)
- Gathering Blue (2LP, Équation Records, 2009)
- Live in Montreal (MP3, Blocks Recording Club, 2009)
- PMT#60 Playmytape @ Dom Club (MP3, Play MY Tape, 2009)
- Liminoid | Lifeforms (CD, Alien8 Recordings, 2010)
- Passing Thru (CD/Book, Beta-lactam Ring Records, forthcoming)
- Only Stories (CD, The Kora Records, forthcoming)
- Aberration (CD, Cassette, Digital, Somewherecold Records, 2017)

### Collaborations
- An Open Letter to Franz Kafka avec Beta Cloud (CD-R, Laughing Bride Media, 2007)
- Nagual avec Todd Merrell & Patrick Jordan (CD, aRCHIVE, 2007)
- Orange avec thisquietarmy (CD-R, thisquietarmy Records, 2007)
- Live Collaboration avec Leah Buckareff & Datashock (12", Meudiademorte/Hlava Temple, 2007)
- Fantasma Parastasie avec Tim Hecker (Alien8 Recordings, 2008)
- Live 2008-14-11 avec Brandon Valdivia (CD, Universal Tongue, 2009)
- A Picture of a Picture avec thisquietarmy (CD, Album, Killer Pimp, 2009)

### Splits
- Untitled avec Z'EV, John Duncan & Fear Falls Burning (2x7", Die Stadt, 2005)
- Colorful Disturbances avec Noveller (LP, Divorce, 2009)
- The Sun is Bleeding & Has Black Hands avec ARC (2CD, Kokeshidisk, 2009)

### Avec Nadja
- Touched (Deserted Factory Records, 2003)
- Skin Turns to Glass (Nothingness Records, 2003)
- Corrasion (Foreshadow Productions, 2003)
- split with Moss (2003)
- I Have Tasted the Fire Inside Your Mouth (Deserted Factory Records, 2004)
- Bodycage (Nothingness Records, 2005)
- Bliss Torn from Emptiness (Fargone Records, 2005)
- Truth Becomes Death (Alien8 Recordings, 2005)
- Absorption Split with Methadrone (2005)
- Trembled (Profound Lore Recordings, 2006)
- We Have Departed the Circle Blissfully with Fear Falls Burning (Conspiracy Records, 2006)
- Thaumogenesis (Archive Records, 2007)
- Guilted by the Sun (Roadburn Records, 2007)
- Radiance of Shadows (Alien8 Recordings, 2007)
- 12012291920/1414101 with Atavist (Invada Records, 2007)
- Nadja with Fear Falls Burning (Conspiracy Records, 2007)
- Desire in Uneasiness (Crucial Blast Records, 2008)
- Long Dark Twenties 7" (Anthem Records, 2008)
- Trinity (Die Stadt Musik, 2008)
- The Bungled & the Botched (ConSouling Sounds, 2008)
- Autopergamene (Essence music, 2010)
- lost in the rat maze (ConSoling sounds, 2011)
- rictus: ep collection (Ohm records, 2011)
- still life (Primary Colors, 2011)
- plague of fantasies/sorry for what I said... (blackest rainbow records, forthcoming)
- noise of silence (essence music, forthcoming)

### Avec ARC
- Untitled (CD-R, Arcolepsy Records, 2000)
- Two (CD-R, Arcolepsy Records/Mathbat Records, 2001)
- 13th (CD-R, taâlem, 2002
- 2 Songs (MP3, Subverseco, 2002)
- Repercussion (CD-R, Piehead Records, 2002)
- Feral (CD-R, Arcolepsy Records/Worthy Records, 2003)
- Eyes in the Back of Our Heads (CD-R, Worthy Records, 2004)
- The Circle Is Not Round (CD, A Silent Place, 2005)
- Periodical II (CD-R, The Ceiling, 2006)

### Apparence
- My Own Wolf: A New Approach [Track titled 'Eittlane'](a tribute to Ulver, MP3, CD-R, Aspherical Asphyxia Prod., 2007)

### Avec Mnemosyne
- Spiritsized (CD-R, Arcolepsy Records, 2003)
- The Air Grows Small Fingers (CD-R, Piehead Records, 2004)